# Tarenna adpressa
Tarenna adpressa là một loài thực vật có hoa trong họ Thiến thảo. Loài này được (King) Merr. miêu tả khoa học đầu tiên năm 1920.